# Vintersjäl / Cold Outside
Vintersjäl / Cold Outside é o primeiro extended play da cantora sueca de rock alternativo Anette Olzon, que foi lançado em 19 de janeiro de 2016 de forma independente.
Este trabalho marca o primeiro lançamento de Anette disponibilizado de forma independente, sem vínculo com nenhuma gravadora. O EP também foi lançado apenas em formato digital em serviços de streaming como iTunes e Spotify.

## Faixas
| N.º | Título         | Compositor(es)      | Duração |  |
| 1.  | "Vintersjäl"   | Anette Olzon        | 3:04    |  |
| 2.  | "Cold Outside" | Martijn Spierenburg | 3:30    |  |

## Créditos
- Anette Olzon – vocais
- Raimo Gedda – foto da capa
- Alicia Köhler  – arte da capa